# Val-d'Isère
Cet article possède un paronyme, voir Val d'Issoire.
Val d'Isère redirige ici.

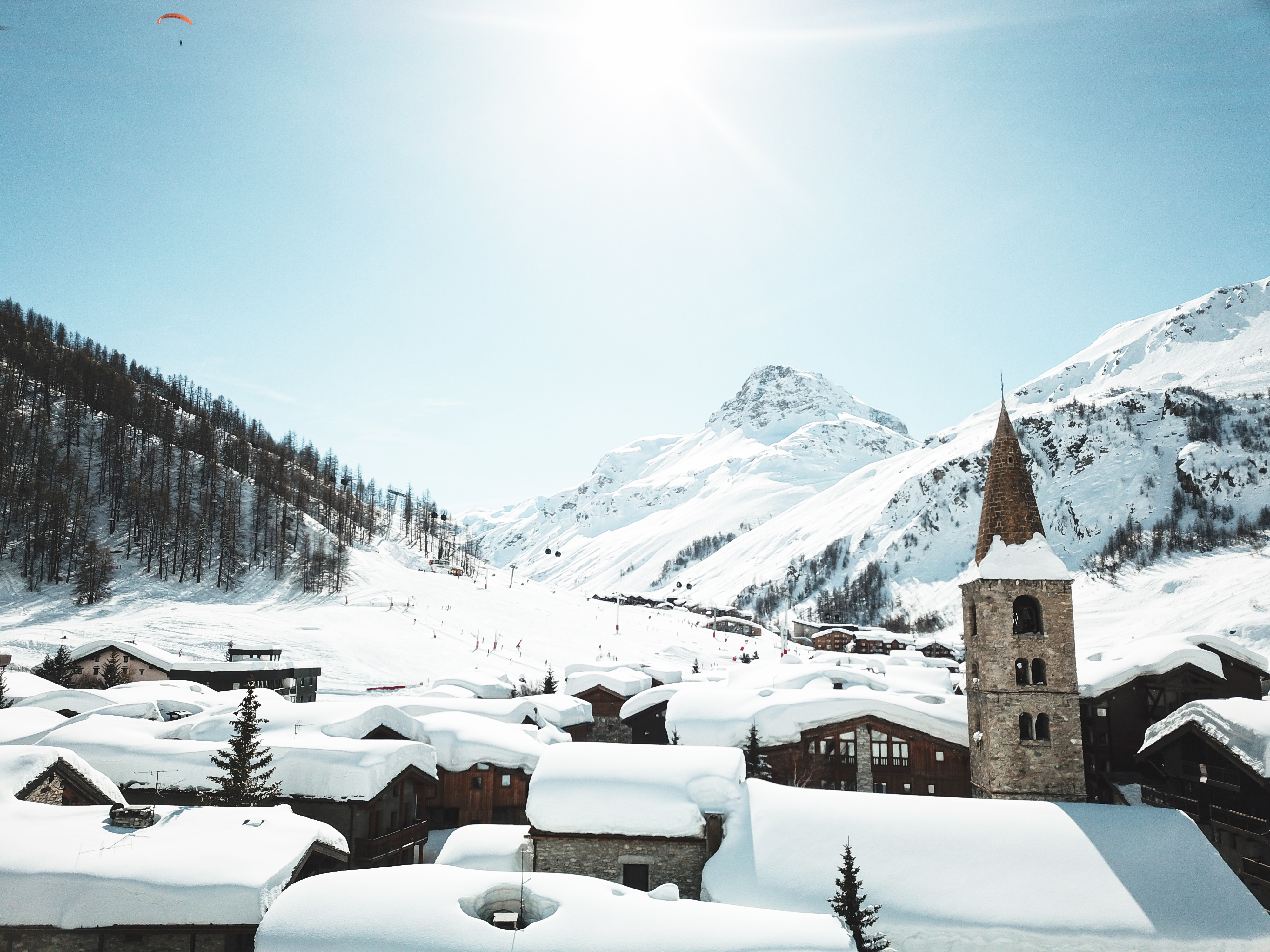
Val d'Isère, hiver 2018.

Val-d'Isère est une commune française du département de la Savoie et de la région Auvergne-Rhône-Alpes.
Petit village de haute montagne du massif de la Vanoise en Haute-Tarentaise, isolé notamment pendant les périodes de neige durant son passé, Val-d'Isère devient, grâce au développement du ski de loisir à partir des années 1930, une station de sports d'hiver dont la renommée fait d'elle l'une des capitales mondiales du ski.
Aux sites de la Daille (piste Oreiller-Killy, dite « O.-K. ») et de la face de Bellevarde, elle accueille chaque année des épreuves de la Coupe du monde de ski alpin (le Critérium de la première neige depuis 1955). La station a été le théâtre des compétitions masculines de ski alpin des Jeux olympiques d'Albertville en 1992, et a organisé les Championnats du monde de ski alpin 2009. Son domaine skiable est couplé avec celui de Tignes sous l'appellation Espace Killy ; cette appellation est aussi connue sous le nom de domaine « Val-d'Isère - Tignes ».

## Géographie

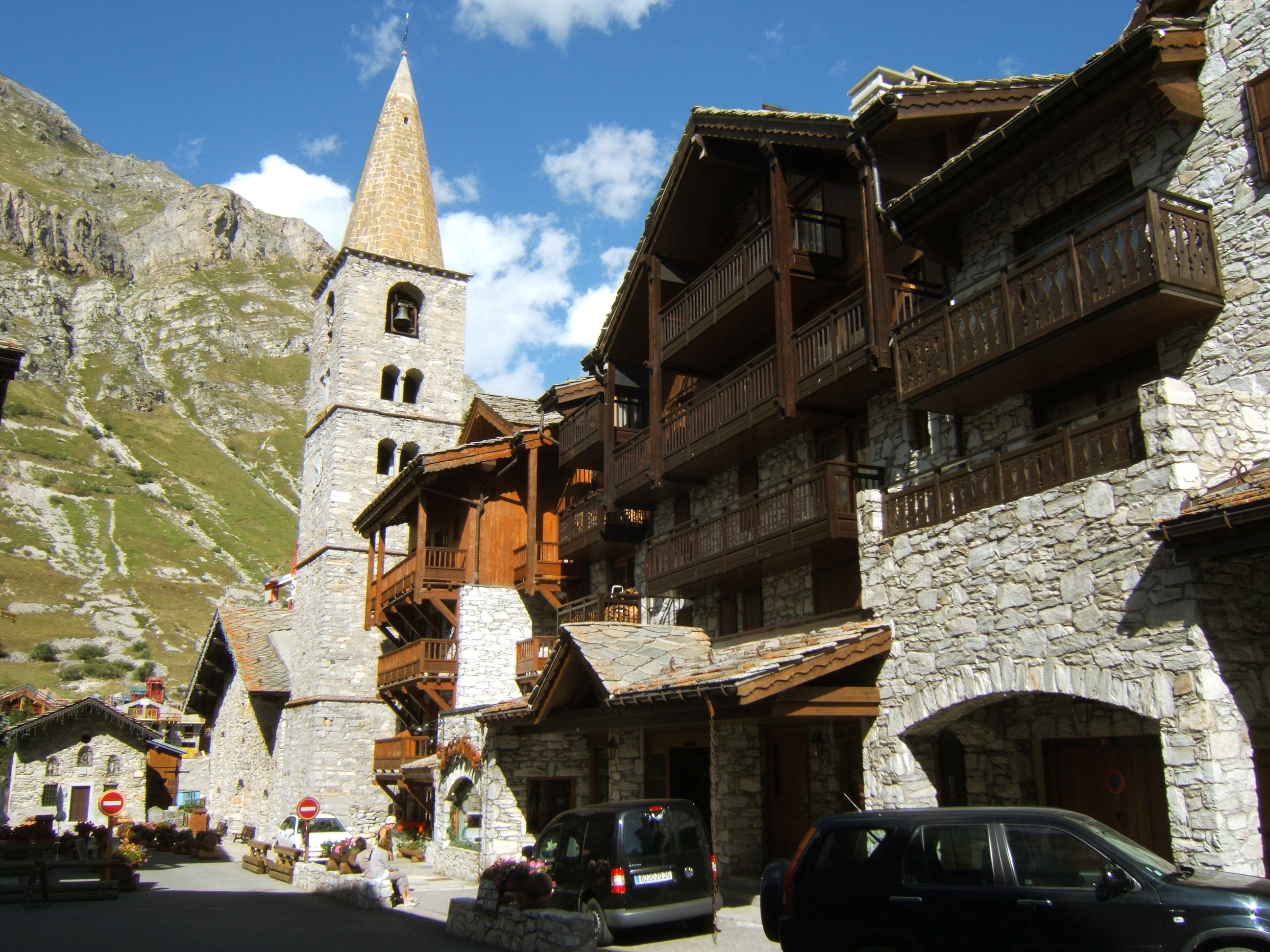
Le chemin du Charvet avec l'église Saint-Bernard-des-Alpes.

Les communes limitrophes sont  Bessans, Bonneval-sur-Arc, Ceresole Reale, Rhêmes-Notre-Dame, Termignon, Tignes et Val-Cenis.

### Localisation
Située dans les Alpes, plus précisément en Haute-Tarentaise, dans le massif de la Vanoise, en Savoie, à la frontière franco-italienne.

### Communes limitrophes
| Tignes    |             | Rhêmes-Notre-Dame Italie |
|           | Val-d'Isère | Ceresole Reale Italie    |
| Val-Cenis | Bessans     | Bonneval-sur-Arc         |

### Hydrographie
La rivière Isère prend sa source sur le territoire de la commune, au niveau du glacier des Sources de l'Isère anciennement dit « de la Galise », à 2 600 m d'altitude.

### Climat
Val-d'Isère, d'une altitude médiane de 1 850 m, se trouve dans un climat montagnard subalpin. Les hivers sont froids et neigeux, et la saison estivale assez douce avec parfois des épisodes orageux. Les périodes d’intersaison (avril et octobre) sont en moyenne plus humides et plus fraîches. Avec une amplitude thermique annuelle de 17 °C, le climat est océanique semicontinental selon les critères de Salvador Rivas-Martínez.

### Voies de communication et transports
La commune de Val-d'Isère est reliée au reste du pays par une unique route départementale, la RD 902, qui, vers le nord, rejoint Bourg-Saint-Maurice, et vers le sud-est, franchit le col de l'Iseran pour rejoindre Bonneval-sur-Arc en vallée de Maurienne. À partir du Fornet vers le col de l'Iseran, la RD 902 est fermée pendant la période hivernale, en général de début novembre à début juin selon les conditions d'enneigement.
Environ 30 km en aval, le TGV arrive jusqu'en gare de Bourg-Saint-Maurice toute l'année, et des liaisons Thalys depuis Londres et Bruxelles sont mises en place lors de la saison touristique hivernale. Le voyageur peut emprunter un autocar ou un taxi pour faire le trajet jusqu’à Val-d’Isère, ou inversement.
On peut aussi atterrir dans les aéroports internationaux de Lyon-Saint-Exupéry (distant de 219 km, durée du trajet routier : 2 h 45 min) et Genève (208 km - 2 h 35 min), ainsi que celui de Chambéry - Savoie (142 km - 1 h 40 min). La station ne possède pas d'altiport, mais un héliport à La Daille code IATA : VAZ.
En période saisonnière touristique, la commune dispose d'un service de navettes gratuites. Son réseau est constitué de trois lignes : le « train rouge » pour la plus importante, le « train bleu » et le « train jaune » qui desservent les hameaux de La Legettaz et du Joseray. L'hiver, depuis 2023, une nouvelle navette gratuite a été créée entre La Daille (Val-d'isere) et Tignes Les Boisses (1800) pour faire la liaison le matin et le soir avec les navettes gratuites de Tignes.

## Urbanisme

### Typologie
Au 1er janvier 2024, Val-d'Isère est catégorisée bourg rural, selon la nouvelle grille communale de densité à sept niveaux définie par l'Insee en 2022.
Elle est située hors unité urbaine. Par ailleurs la commune fait partie de l'aire d'attraction de Val-d'Isère, dont elle est la commune-centre,. Cette aire, qui regroupe une seule commune, est catégorisée dans les aires de moins de 50 000 habitants,.

### Occupation des sols
L'occupation des sols de la commune, telle qu'elle ressort de la base de données européenne d’occupation biophysique des sols Corine Land Cover (CLC), est marquée par l'importance des forêts et milieux semi-naturels (99 % en 2018), une proportion sensiblement équivalente à celle de 1990 (98,9 %). La répartition détaillée en 2018 est la suivante : espaces ouverts, sans ou avec peu de végétation (67 %), milieux à végétation arbustive et/ou herbacée (29,9 %), forêts (2,1 %), zones urbanisées (0,7 %), espaces verts artificialisés, non agricoles (0,3 %).
L'IGN met par ailleurs à disposition un outil en ligne permettant de comparer l’évolution dans le temps de l’occupation des sols de la commune (ou de territoires à des échelles différentes). Plusieurs époques sont accessibles sous forme de cartes ou photos aériennes : la carte de Cassini (XVIIIe siècle), la carte d'état-major (1820-1866) et la période actuelle (1950 à aujourd'hui).

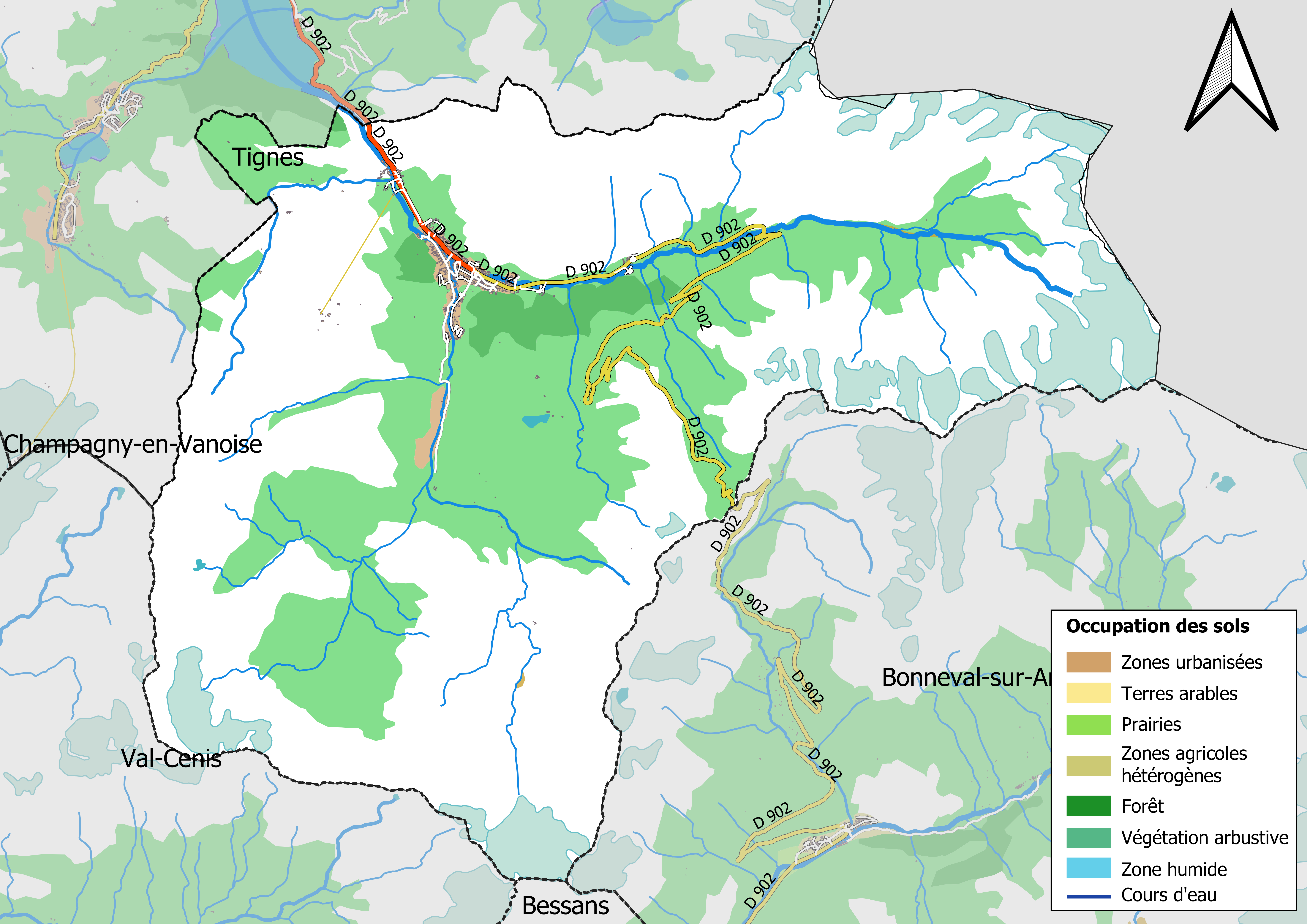
Carte des infrastructures et de l'occupation des sols en 2018 (CLC) de la commune.
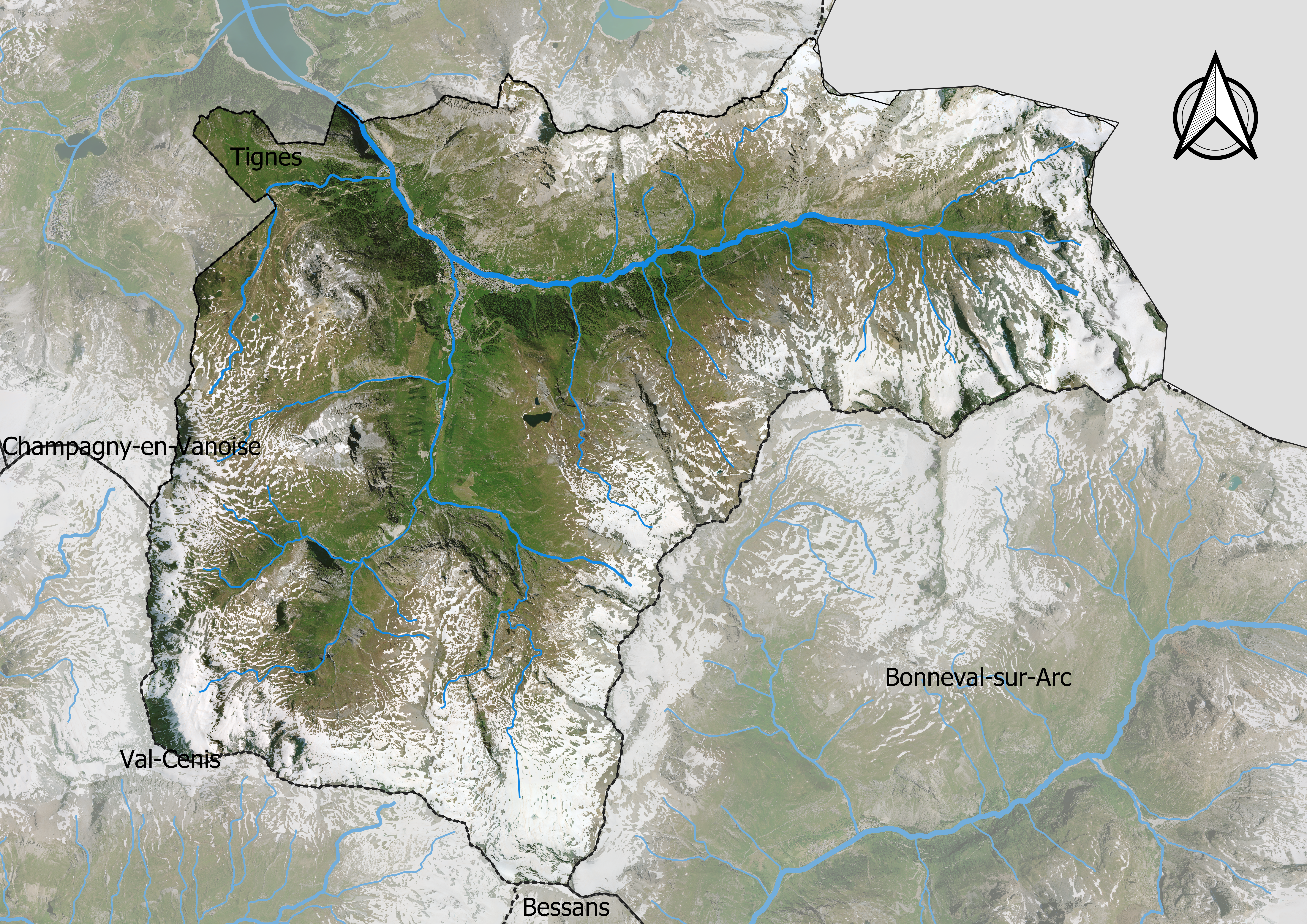
Carte orthophotogrammétrique de la commune.

### Morphologie urbaine
La commune est divisée en plusieurs hameaux, assurant un charme indéniable à la station. Le premier en remontant l'Isère est La Daille, grand ensemble d'immeubles des années 1970 construits autour d'un vieux village. On rencontre ensuite le vieux village à proprement parler, aisément reconnaissable à son église. L'urbanisation de ces dernières années a regroupé avec le vieux village entre autres les hameaux du Crêt et de l'Illaz en venant de la Daille.
Au sud se situent ensuite les hameaux du Joseray et du Châtelard, dans le Vallon du Manchet où se situe le hameau de même nom.
À l'est se situent les hameaux du Laisinant puis du Fornet, situé au pied du col de l'Iseran.

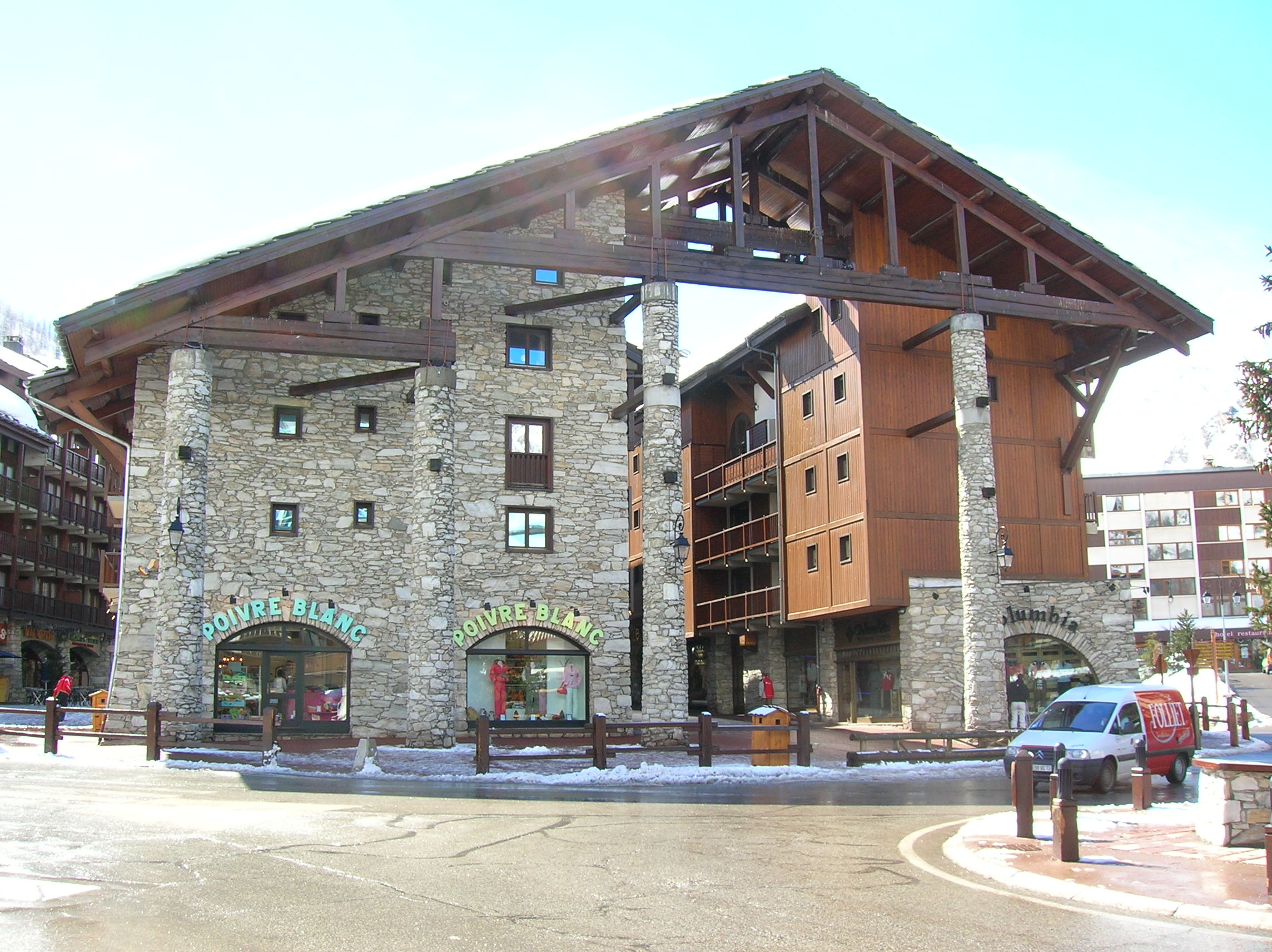
Centre de Val-d'Isère.
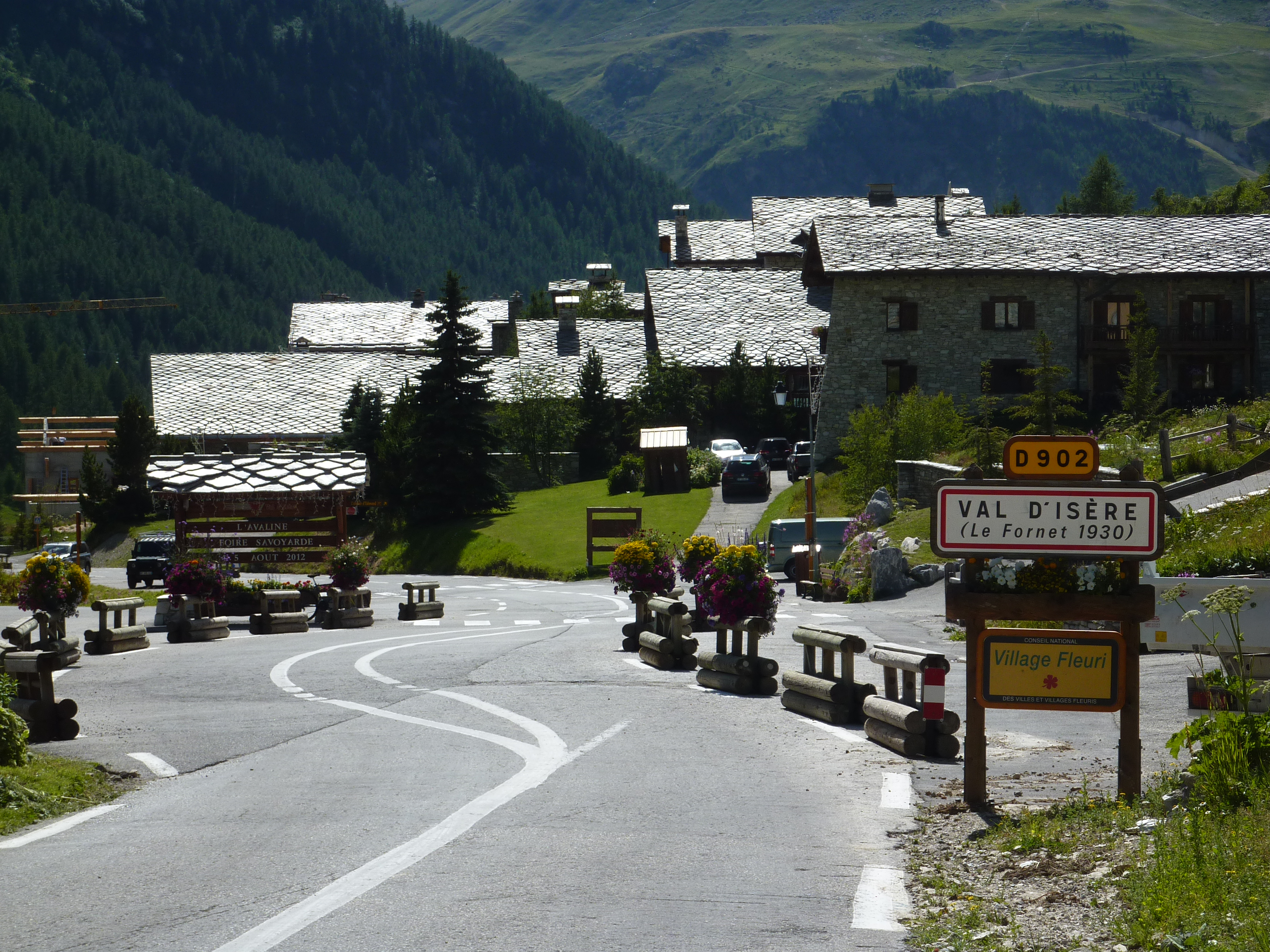
Entrée sud de Val-d'Isère en descendant du col de l'Iseran.
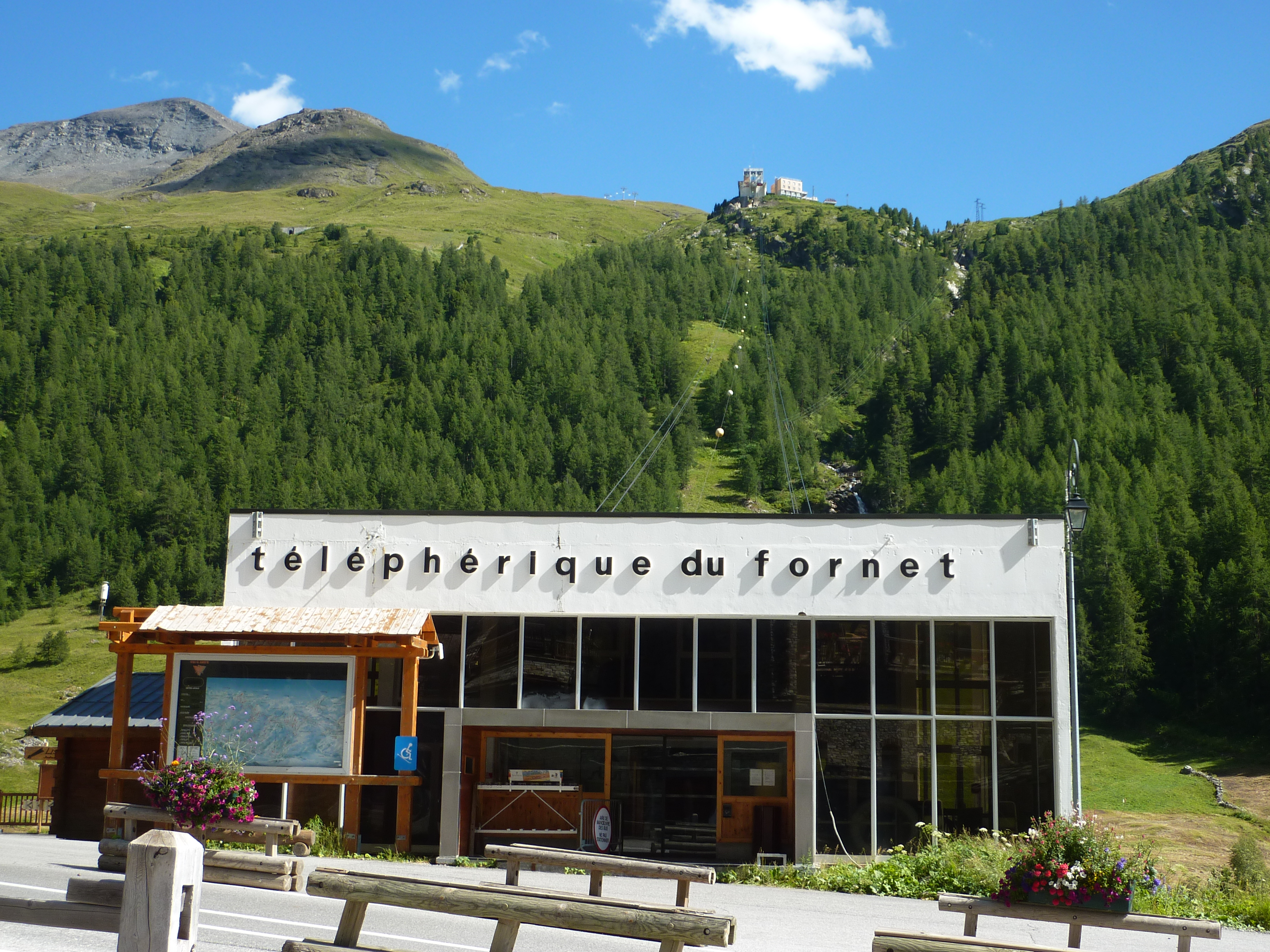
Ancienne devanture du téléphérique du Fornet vers le col de l'Iseran, refait à neuf depuis lors.
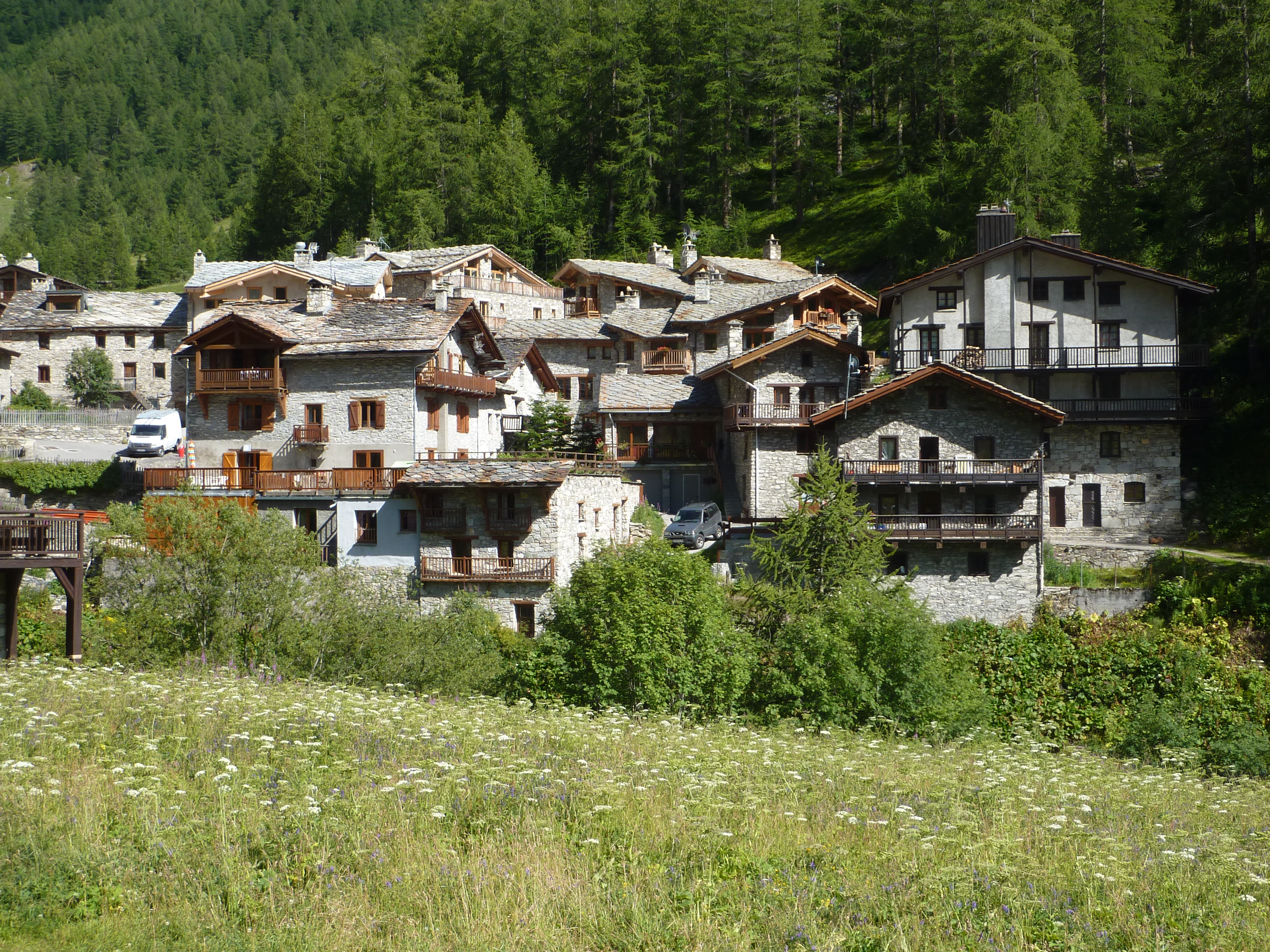
Vue partielle d'un quartier de Val-d'Isère.
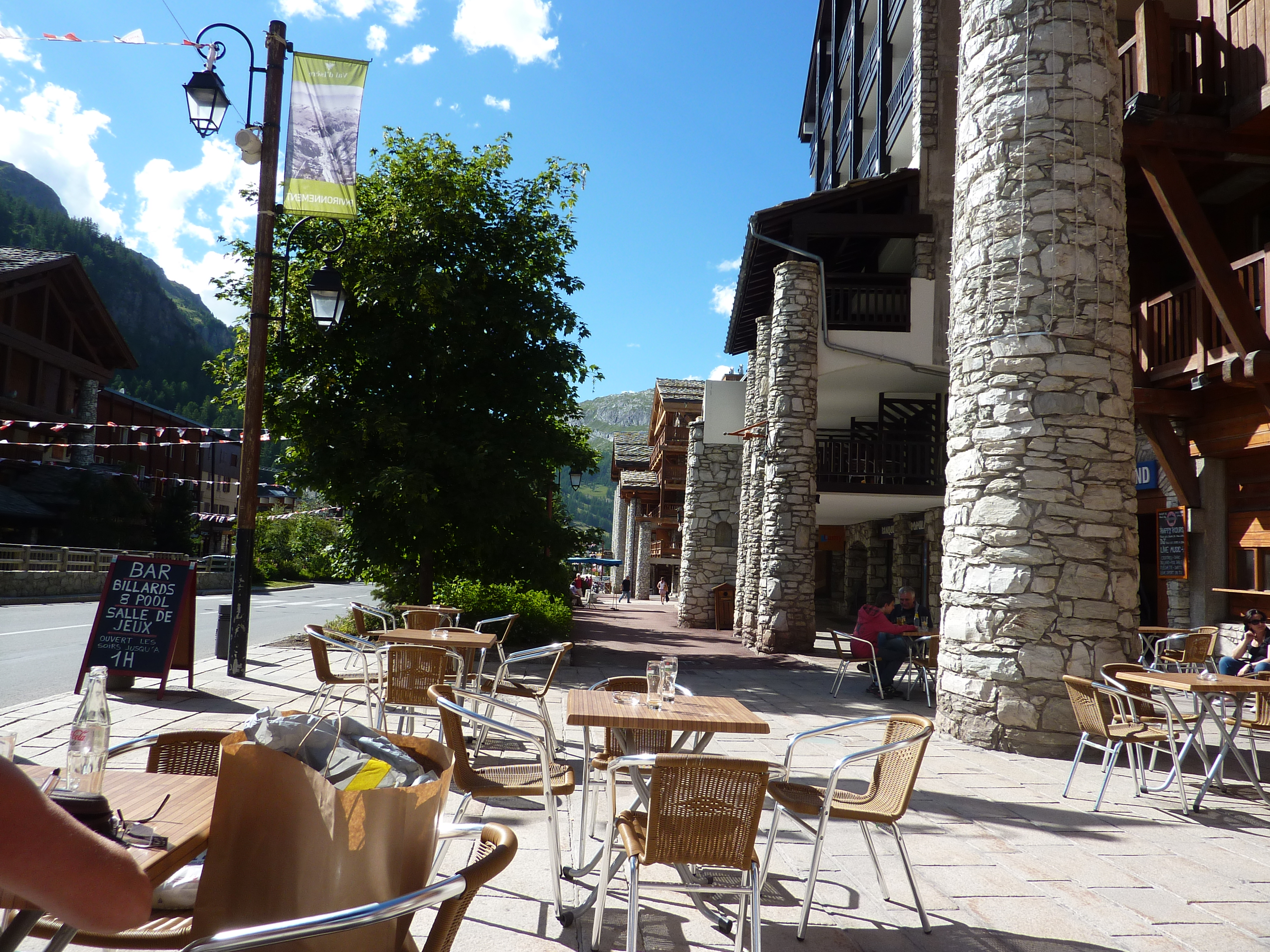
Sur la rue principale, immeubles avec leurs piliers caractéristiques.
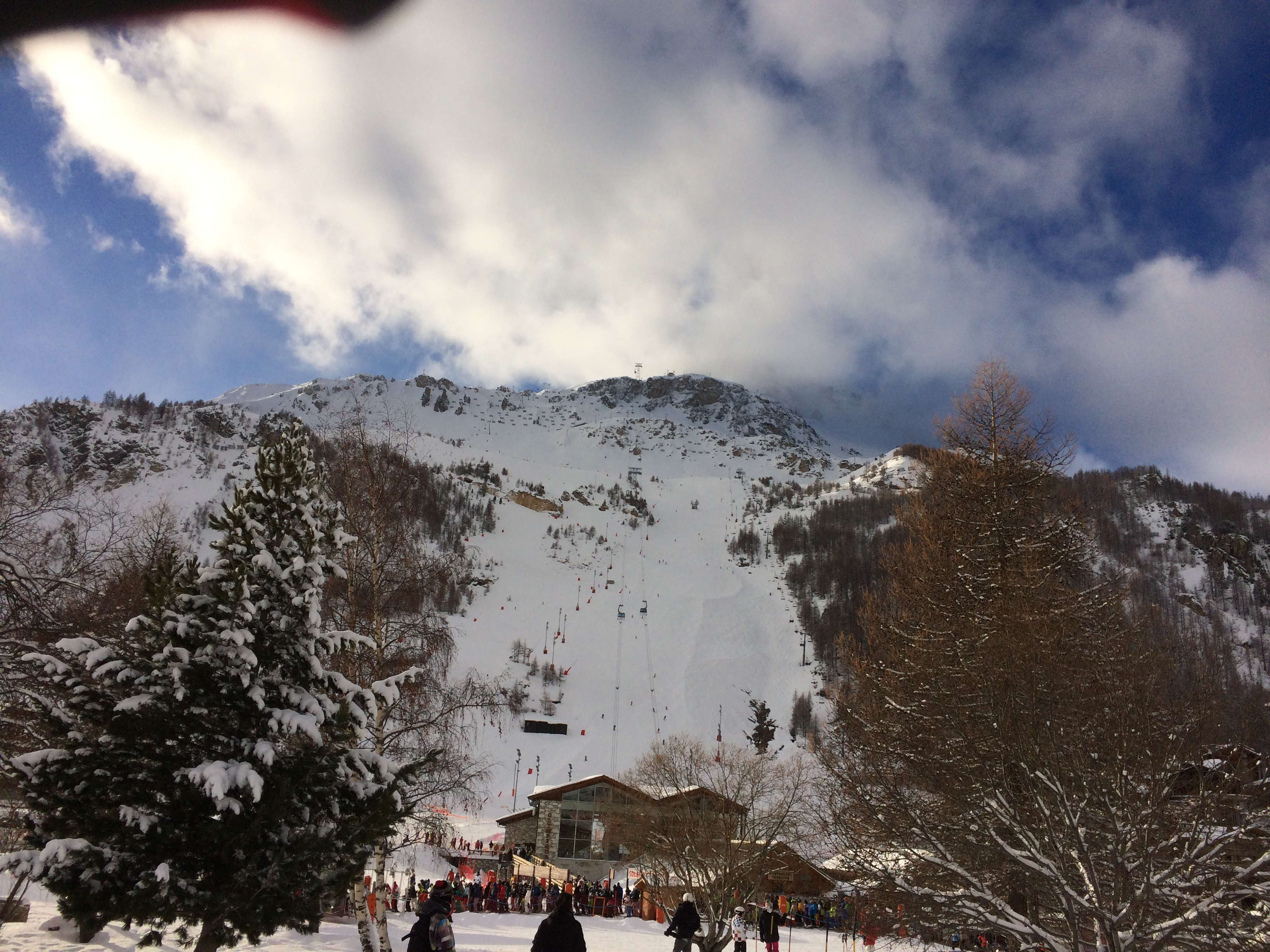
La face de Bellevarde vue depuis le centre de la station.

### Logement
Le nombre total de logements dans la commune est de 6 038. Parmi ces logements, 12,7 % sont des résidences principales, 86,9 % sont des résidences secondaires et 0,4 % sont des logements vacants. Ces logements sont pour une part de 5,9 % des maisons individuelles, 85,3 % sont des appartements et enfin seulement 8,9 % sont des logements d'un autre type. Le nombre d'habitants propriétaires de leur logement est de 36,8 %, ce qui est inférieur à la moyenne nationale qui se monte à près de 55,3 %. Le nombre de locataires est de 28,6 % sur l'ensemble des logements, ce qui est inférieur à la moyenne nationale qui est de 39,8 %. On peut noter également que 34,5 % des habitants de la commune sont des personnes logées gratuitement alors qu'au niveau de l'ensemble de la France le pourcentage est de 4,9 %. Toujours sur l'ensemble des logements de la commune, 28,8 % sont des studios, 22,5 % sont des logements de deux pièces, 27,2 % en ont trois, 14,6 % des logements disposent de quatre pièces, et 6,9 % des logements ont cinq pièces ou plus.

## Toponymie
Val-d'Isère, également écrite de manière fautive Val d'Isère, est à l'origine désignée par l'appellation de La Val de Tignes (en latin vallis Tignarum ou Vallis Tinearum) voire Laval-de-Tignes (avec la soudure de l'article L' avec Val), ou encore Val-de-Tignes ou plus simplement Laval,. Le nom de Laval-de-Tignes est encore utilisé en 1878.
La commune prend son nom actuel et définitif en 1886,.
En francoprovençal, le nom de la commune s'écrit Laval (graphie de Conflans) ou Lavâl (ORB).

## Histoire

### Moyen Âge
Au Moyen Âge, la paroisse de Tignes, dont la communauté de La Val de Tignes dépend, appartient à la seigneurie de la Val d'Isère avec les paroisses de Montvalezan, Sainte-Foy, Villaroger, ainsi que Séez où se trouve le château,, correspondant à la haute vallée de l'Isère. Cette seigneurie dépendait initialement à la famille de Briançon, apparue vers le Xe siècle, qui portent d'ailleurs le titre de vicomte de Tarentaise, donné soit par les comtes de Savoie ou soit par l'empereur Henri IV du Saint-Empire. À la fin du XIIIe siècle, sous le règne du comte Philippe Ier de Savoie, les terres des Briançon passent sous le contrôle direct des Savoie, qui prennent le titre de vicomte de Tarentaise.
Jusqu'au milieu du XIIIe siècle, la paroisse de Sainte-Foy réunit les villages de Tignes et Val d'Isère. Lorsque Tignes devient indépendante, elle obtient en annexe Val-de-Tignes.
Le 29 mai 1310, Jacquemet de Beaufort, obtient en échange de sa seigneurie de Beaufort, la seigneurie de la Val d'Isère et achète le titre de vicomte de Tarentaise en 1346 au comte Amédée V de Savoie, pour 2 000 florins.
Au XVe siècle, le titre passe à la famille de Duin (ou Duyn). Puis en 1540, celui-ci passe à Jean de Duyn-Mareschal. Les membres de cette famille portent selon les textes le nom de Mareschal (de) Duyn (de) La Val d'Isère. Les possessions et titres passent ensuite en 1795, à la famille d'Allinges-Coudrée, dont le dernier représentant, Prosper-Gaëtan d'Allinges, marquis de Coudrée, meurt le 26 février 1843.
La paroisse est détachée de celle de Tignes en 1645.

### Naissance du «Val»
L’année 1932 marque les débuts de la station de sports d'hiver avec la création d'une école de ski. En effet, c'est au cours de la saison 1932-1933, que l'industriel alsacien Charles Diebold s'installe au village afin d'apprendre aux habitants les « cours vosgiens » de ski, issus de l'armée autrichienne. Venu deux années plus tôt dans les lieux, il pressent le potentiel du Val et présente un projet au maire du village, Nicolas Bazile.
L'accueil des premiers touristes se fait dans les quatre premiers hôtels du village. Le développement touristique permet par ailleurs au village d'obtenir de nouveaux services dont l'obtention d'un bureau de poste ainsi que de l’installation d’une cabine téléphonique. Par ailleurs, le village est alimenté en eau potable et connecté au réseau de distribution d’électricité.
Le village bénéfice d'une nouvelle route en direction du col de l'Iseran, à partir de 1932-1937. La route est désormais déneigée permettant le désenclavement du village durant la période hivernale.
La station est équipée d'un téléphérique, Solaise, à partir de 1942. À partir de cette période, le développement de la station est dû à Jacques Mouflier, un industriel spécialisé dans le contreplaqué. L'essor reste entravé par la présence de plusieurs zones avalancheuses, donc inconstructibles, entrainant la densification de la commune sans trop d’expansion géographique.

### Projet des années 1960 sans suite
En réponse à cette situation urbanistique, un projet de création ex nihilo d'une nouvelle station est ébauché : le Val Prariond. Des immeubles totalisant 40 000 lits desservis par une nouvelle route reliée à l'Italie via un tunnel sous le col de la Galise sont prévus à hauteur du pont Saint-Charles. Les négociations avec les gestionnaires du parc national de la Vanoise, où doivent être implantés cette nouvelle station et son domaine skiable associé, n'aboutissent pas. Le secteur reste vierge de toute installation humaine.

### Depuis les années 1970
Le 10 février 1970 à l’heure du petit-déjeuner, une avalanche tragique cause la mort de trente-neuf personnes, principalement des enfants et des adolescents en vacances, ensevelies dans un chalet UCPA du village. L’événement a un retentissement national et entraîne des modifications de la réglementation sur la prévention des risques naturels en montagne.
Vers la fin des années 1980 est construit un « vrai-faux » village des Alpes (bois, pierres et toits de lauzes) à proximité de l'église baroque du XVIIIe siècle. Puis le centre est rénové avec les mêmes matériaux lors de la décennie suivante.
Au cours des années 2000, les prix de l'immobilier de la station augmentent, faisant de Val-d'Isère une station très chère au même titre que Courchevel.

## Politique et administration

### Situation administrative
La commune de Val-d'Isère appartient au canton de Bourg-Saint-Maurice, qui compte depuis le redécoupage cantonal de 2014 12 communes.
Depuis 2006, elle est membre avec 7 autres communes de la communauté de communes de Haute-Tarentaise.
Val-d'Isère relève de l'arrondissement d'Albertville et de la deuxième circonscription de la Savoie.

### Administration municipale
Le nombre de membres du conseil municipal est de 19.
À la suite des élections municipales de 2020, la répartition des sièges au sein du conseil municipal se fait comme suit :

### Tendances politiques et résultats
Lors des derniers scrutins électoraux, Val-d'Isère a marqué une nette préférence pour la droite, et pour l'UMP en particulier, qui y obtient la majorité absolue systématiquement dès le premier tour.
- À l'élection présidentielle de 2007, Nicolas Sarkozy a recueilli 79,56 % des voix au second tour, et 61,53 % au premier[32].
- Aux élections législatives de 2007 qui suivirent, Hervé Gaymard, candidat de la majorité présidentielle pour la deuxième circonscription de la Savoie a été élu dès le premier tour, en atteignant 78,52 % des voix[33].
- Aux élections européennes de 2009, Françoise Grossetête, candidate UMP pour la circonscription Sud-Est, atteint plus de 58 % des voix[34].
- Aux élections régionales de 2010, Françoise Grossetête, candidate de la majorité présidentielle, obtient au second tour 69,84 % des voix[35], contre 34,02 % à l'échelle régionale. Elle avait obtenu 59,48 % des suffrages au premier tour.

### Liste des maires
Liste de l'ensemble des maires qui se sont succédé à la mairie de Val-d'Isère :
| Période                                  | Période      | Identité        | Étiquette | Qualité |
| ---------------------------------------- | ------------ | --------------- | --------- | ------- |
| Les données manquantes sont à compléter. |              |                 |           |         |
| 1927                                     | 1947         | Nicolas Bazile  | SE        |         |
| 1947                                     | mars 1965    | Frédéric Pétri  | SE        |         |
| mars 1965                                | mars 1977    | Noël Machet     | SE        |         |
| mars 1977                                | mars 1983    | Yvon Mattis     | SE        |         |
| mars 1983                                | juin 1995    | André Degouey   | SE        |         |
| juin 1995                                | octobre 1995 | Serge Paquin    | SE        |         |
| octobre 1995                             | mars 2008    | Bernard Catelan | SE        |         |
| mars 2008                                | mai 2020     | Marc Bauer      | SE        |         |
| mai 2020                                 | En cours     | Patrick Martin  | SE        |         |
| Les données manquantes sont à compléter. |              |                 |           |         |

### Instances judiciaires et administratives
Une brigade de gendarmerie est installée à Val-d'Isère pour veiller au maintien de l'ordre dans la station. Celle-ci voit arriver des renforts pendant la saison touristique.
En outre, la station dépend du tribunal judiciaire d'Albertville lui-même étant du ressort de la Cour d'appel de Chambéry pour tout ce qui relève du domaine judiciaire, et du tribunal administratif de Grenoble lui-même étant du ressort de la Cour administrative d'appel de Lyon pour tout ce qui relève du domaine administratif.

### Jumelage
La commune de Val-d'Isère n'est jumelée avec aucune autre commune.[réf. nécessaire]

## Population et société

### Démographie
Les habitants de la commune sont appelés les Avalains. Dans la littérature locale, la forme Avallains, selon l'abbé Hudry ou les écrits de l'Académie de la Val d'Isère, se rencontre parfois, qui est la forme dérivée du patois local, ou encore Avalin ou Avallin (relevé par Alzieu).
L'évolution du nombre d'habitants est connue à travers les recensements de la population effectués dans la commune depuis 1793. Pour les communes de moins de 10 000 habitants, une enquête de recensement portant sur toute la population est réalisée tous les cinq ans, les populations de référence des années intermédiaires étant quant à elles estimées par interpolation ou extrapolation. Pour la commune, le premier recensement exhaustif entrant dans le cadre du nouveau dispositif a été réalisé en 2005.

En 2022, la commune comptait 1 572 habitants, en évolution de +0,13 % par rapport à 2016 (Savoie : +3,63 %, France hors Mayotte : +2,11 %).
| 1793 | 1800 | 1806 | 1822 | 1838 | 1848 | 1858 | 1861 | 1866 |
| ---- | ---- | ---- | ---- | ---- | ---- | ---- | ---- | ---- |
| 278  | 441  | 469  | 665  | 480  | 453  | 297  | 282  | 284  |

| 1872 | 1876 | 1881 | 1886 | 1891 | 1896 | 1901 | 1906 | 1911 |
| ---- | ---- | ---- | ---- | ---- | ---- | ---- | ---- | ---- |
| 273  | 274  | 255  | 277  | 278  | 229  | 198  | 218  | 203  |

| 1921 | 1926 | 1931 | 1936 | 1946 | 1954 | 1962  | 1968  | 1975  |
| ---- | ---- | ---- | ---- | ---- | ---- | ----- | ----- | ----- |
| 196  | 180  | 168  | 201  | 341  | 742  | 1 015 | 1 413 | 1 344 |

| 1982  | 1990  | 1999  | 2005  | 2006  | 2010  | 2015  | 2020  | 2022  |
| ----- | ----- | ----- | ----- | ----- | ----- | ----- | ----- | ----- |
| 1 637 | 1 701 | 1 632 | 1 732 | 1 710 | 1 563 | 1 583 | 1 589 | 1 572 |

### Enseignement
Val-d'Isère possède une crèche, une école maternelle et une école primaire. Le collège et le lycée se poursuivent généralement à Bourg-Saint-Maurice.

### Manifestations culturelles et festivités
Du 08 au 23 Février 1992, Val d'Isère a organisé les quatre épreuves de ski alpin hommes, la descente, le slalom géant, le super G et le combiné pour les Jeux olympiques d'Albertville.
La station fut à l'arrivée d'un contre-la-montre parti de Bourg Saint-Maurice durant le tour de France 1996, épreuve du jour remportée par Evgueni Berzin. Toujours en cyclisme, la station marque l'arrivée de la 9e étape du tour de l'Avenir 2018 depuis Bourg Saint-Maurice.
Du 2 au 15 février 2009 ont eu lieu dans la station les Championnats du monde de ski alpin 2009. En décembre de chaque année s'y déroule une manche de la coupe du monde de ski alpin, le Critérium de la première neige.
Depuis 1993 a lieu en hiver Classicaval, festival de musique classique.
Depuis 1997 a lieu chaque année au mois d'avril le Festival International du Film Aventure & Découverte, dont les dernières éditions ont été présentées par l'écrivain et explorateur Sylvain Tesson.
Depuis 2003, L'association Lu Pics à Bouic (Le pics a bois en patois) organise la traditionnelle "fête du Vieux Val" le dernier weekend de juillet.

### Santé

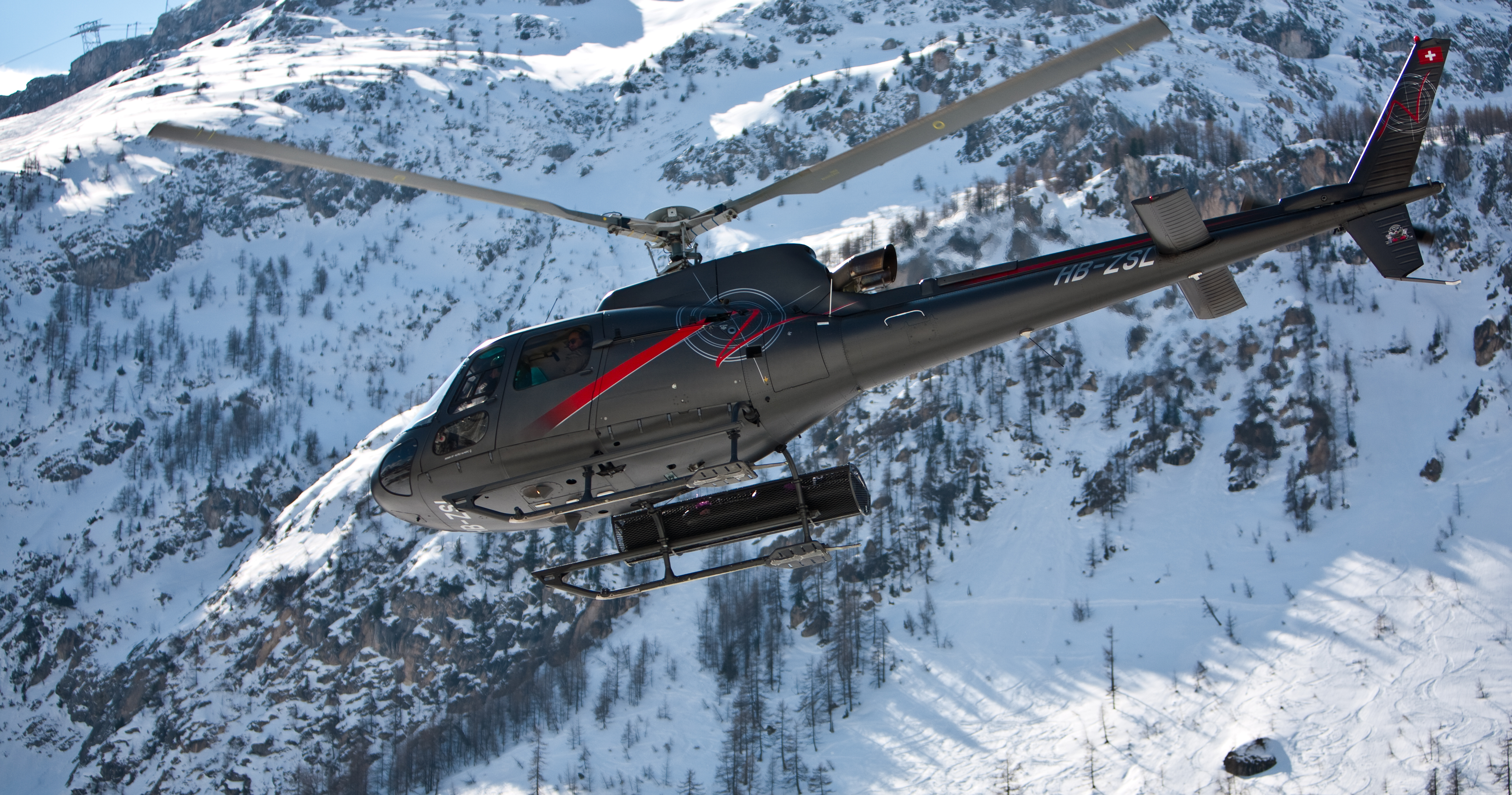
Évacuation avec Aérospatiale AS350 Écureuil.

La commune compte deux cabinets médicaux. Une pharmacie, des masseurs kinésithérapeutes, des ostéopathes, un opticien et un cabinet dentaire complètent ce dispositif.

### Sports

#### Activités sportives de la commune
De nombreuses disciplines sportives peuvent être pratiquées dans la commune. Les reliefs environnants sont propices à la randonnée, à l'escalade ou au parapente.
La station savoyarde possède un très large éventail de sports en été, la majorité se situant dans la vallée du Manchet :
- un terrain de foot/rugby où s'est notamment entraîné le XV de France en 2007 ;
- plusieurs terrains de tennis ;
- un pas de tir à l'arc et de tir à la carabine ;
- un practice de golf avec un petit terrain pour s'exercer ;
- un Fun parc avec l'une des plus hautes rampes de Tarentaise ;
- un centre équestre avec plusieurs carrières pour les poneys et chevaux ;
- un centre aquasportif avec escalade et piscine.

Depuis plusieurs années, Val-d'Isère tente d'être une station « d'été », en essayant d'attirer des compétitions. Depuis l'été 2010, la station savoyarde accueille les championnats de France de VTT et de trial, ainsi que les championnats de France de tir à l'arc. Du 1er au 3 juillet 2011, les championnats du monde de trial se sont déroulés à Val d'Isère.
Début juillet ont lieu les trails "High Trail Vanoise" qui visitent les sommets entourant Val d'Isère.

#### Station de ski

##### Chronologie de la Station
- Hiver 1931-1932 : Début de l'ère commerciale, hôtel Maurice ouvert pour permettre l'hébergement des vacanciers. L'École du ski français (E.S.F.) voit le jour.
- Hiver 1934-1935 : Création du Syndicat d'initiative.
- Hiver 1936-1937 : Le premier remonte-pente, le Rogoney, est construit par Gabriel Julliard et Charles-Henri Royer[43].
- Hiver 1937-1938 : Création de la Société des Téléphériques de Val d'Isère (STVI).
- 1958 : développement du ski d'été au col de l'Iseran sous la pointe des Lessières puis au glacier du Grand Pisaillas[44]
- 10 février 1970 : Avalanche meurtrière à l'UCPA. Une énorme masse de neige se détache à 2 960 mètres d'altitude depuis la Pointe du Front vers 8h du matin. L'écoulement franchit l'Isère puis la route du col de l'Iseran pour finir sa course sur le foyer UCPA situé à environ 150 m à l'est de l'église du vieux bourg. 39 jeunes meurent parmi les 194 vacanciers du centre à ce moment. Plusieurs protections paravalanches ont été réalisées depuis : des ouvrages métalliques retenant le manteau neigeux et des terrasses creusées dans le sol dans la zone proche du sommet, un mur de béton armé couvert d'enrochement au contact du bâtiment.
- Hiver 1991-1992 : Organisation d'épreuves de ski à l'occasion des Jeux olympiques d'hiver de 1992 à Albertville.
- Hiver 2008-2009 : Val-d'Isère organise les Championnats du monde de ski alpin 2009 FIS.

##### Présentation
Au début des années 1920, la station n'était en fait qu'un ensemble de hameaux. La population était intégralement composée de la paysannerie savoyarde. Le village est situé au carrefour de trois vallées et les pâturages environnant ont toujours permis un élevage de bonne qualité. La neige n'étant alors pas vue comme un outil commercial, la population de Haute Tarentaise vivait dans des conditions assez dures. L'exode rural n'a pas arrangé cela et la population commençait à décroître.
Face au succès du sport alpin, certains habitants se sont mobilisés pour faire de la station un site capable d'accueillir des compétitions sportives. Le domaine skiable de Val-d'Isère intéresse, car le massif de Solaise est admirablement exposé (plein ouest), la neige est toujours présente (l'altitude du village en est la principale cause). La première benne est construite au moyen d'ânes et par la force des bras des autochtones, elle sera l'une des plus rapides du pays, la STVI (Société des Téléphériques de Val-d'Isère) est créée. La STVI "historique" deviendra plus tard SOFIVAL, une holding, qui lui permettra son expansion en dehors de la station, et de gérer ses sociétés filles, Montaval pour la maintenance et le montage de remontées mécaniques, VALBUS pour le réseau de bus en hiver, et la nouvelle STVI pour l'exploitation des remontées mécaniques de Val-d'Isère. Notons que de nos jours SOFIVAL, holding propriétaire de la STVI, est devenu un groupe largement bénéficiaire détenant les remontées de nombreuses stations de ski. La STVI est rachetée en 2007 par la Compagnie des Alpes.
La route du col de l'Iseran ouverte en juillet 1937 a permis une interconnexion optimale assurant une intégration dans le département. Cette mise en relation du village a facilité son accessibilité et a permis de stimuler son expansion. L'hiver, cette route est fermée à cause de la neige (elle s'incorpore même dans le domaine skiable avec les pistes Germain Mattis et Mangard). Mais dès la saison estivale elle est rouverte à la circulation, permet la liaison avec Bonneval-sur-Arc et l'accès au glacier du Grand Pisaillas qui permet la pratique du ski d'été. Le col a une grande histoire avec le cyclisme français (depuis quelques années la mairie développe davantage l'instruction cycliste du col, notamment avec des horodateurs et des panneaux d'affichage).
La station a profité de la renommée exceptionnelle de son champion de ski mythique Jean-Claude Killy ; lui ont succédé des athlètes comme Mathieu Bozzetto en snowboard ou Pierre Paquin en ski alpin, et on[Qui ?] retrouve aujourd'hui en lice des compétitions internationales des athlètes avalins comme Anémone Marmottan en ski alpin et des jeunes qui montent comme Hugo et sa sœur cadette Romane Géraci.
La station de sports d'hiver organise depuis 1955 le "Critérium de la première neige" ; cette compétition fait partie du circuit de la Coupe du Monde FIS depuis 1968. En 1992, quatre épreuves de ski masculines des Jeux Olympiques d'hiver sont organisés sur la piste "La Face" de Bellevarde. Les vainqueurs furent l'Autrichien Patrick Oertlieb (descente), l'Italien Alberto Tomba (slalom géant), le Norvégien Kjetil Andre Aamodt (Super-G) et l'Italien Josef Polig en combiné alpin.
Du 2 au 15 février 2009, la station accueillit les championnats du monde de ski alpin après de nombreuses péripéties durant leur organisation telles que les démissions du président et du directeur général du directoire du comité d'organisation, Jean-Claude Killy et Jean-Paul Pierrat. Ceci valu alors à Roselyne Bachelot, ministre chargée de la Jeunesse et des Sports, de se déplacer afin de remettre de l'ordre et faire cesser avec les meilleurs arguments les querelles au sein des clochers avalins. Les femmes concourront sur la piste Rhône-Alpes sur la montagne de Solaise et les hommes sur Bellevarde.

### Médias

#### Radio et reportages vidéo
Née en 1979 sous la coupe de Radio France, Radio Val d'Isère est devenue une association indépendante en 1981. Depuis, elle produit aussi de nombreuses images et reportages vidéo visibles sur son site internet. Slogan : "Radio Val d'Isère, le premier média de Val d'Isère". Elle s'associe aux événements et relate les faits de la vie locale. Malgré le caractère saisonnier de Val-d'Isère, elle assure un suivi des informations toute l'année.

#### Internet
Val-d'Isère a été récompensée pour sa politique Internet par le label « Ville Internet » en 2015.

## Économie

### Revenus de la population et fiscalité
Les revenus moyens par ménage avalin sont de 26 040 €/an.

### Emploi
Le taux de chômage, en 2016, pour la commune s'élève à 0,7 %, avec un nombre total de 7 chômeurs. Le taux d'activité entre 20 et 59 ans s'établit à 94 % ce qui est supérieur à la moyenne nationale qui est de 82,2 %. On comptait 65,3 % d'actifs contre 7,4 % de retraités dont le nombre est inférieur à la moyenne nationale (18,2 %). Il y avait 19,6 % de jeunes scolarisés et 7,7 % de personnes sans activité.
Répartition des emplois par domaine d'activité
|                             | Agriculteurs | Artisans, commerçants, chefs d'entreprise | Cadres, professions intellectuelles | Professions intermédiaires | Employés | Ouvriers |
| --------------------------- | ------------ | ----------------------------------------- | ----------------------------------- | -------------------------- | -------- | -------- |
| Val-d'Isère                 | 0,8 %        | 16,3 %                                    | 3,5 %                               | 27,1 %                     | 37,2 %   | 15,1 %   |
| Moyenne nationale           | 2,4 %        | 6,4 %                                     | 12,1 %                              | 22,1 %                     | 29,9 %   | 27,1 %   |
| Sources des données : INSEE |              |                                           |                                     |                            |          |          |

### Tourisme
En 2020, la capacité d'accueil de la commune est de 25 391 lits touristiques dont 14 316 lits commercialisés selon Val d'Isère Tourisme[réf. nécessaire].
Les capacités déclarées, pour l'année 2019, par l'organisme Savoie Mont Blanc sont de 33 369 lits touristiques répartis dans 5 278 établissements. Les hébergements se répartissent comme suit : 195 meublés  ; 13 résidences de tourisme ; 37 hôtels ; 1 hôtellerie de plein air ; 4 centres ou villages de vacances/auberges de jeunesse/maisons familiales et 1 refuge ou gîte d'étape.
L'aventure hôtelière débute en 1933 avec l'ouverture de deux hôtels. Dans les années soixante-dix, la station offre 4 000 lits en milieu hôteliers et 6 000 en chalets et en résidences.
La station compte sept établissements hôteliers à cinq étoiles avec Le Blizzard (2012), Les Barmes de l'Ours, Le Yule et La Mourra (2019).
La station a obtenu plusieurs labels, en 2016, « Famille Plus Montagne » ; « Stations villages de charme » ; « Station grand domaine » ; « Village de charme » et « Montagne aventure ». Elle fait partie également des stations françaises ayant le label Top of the French Alps (TOTFA).
En 2013, une étude du site web TripAdvisor - appelée « TripIndex Ski » - classe la station de Val d'Isère parmi les 10 stations les plus chères d'Europe avec une dépense moyenne estimée à 389,56 euros. L'étude publiée en février 2014 et portant sur 27 stations françaises classe la station en 3e position avec une dépense moyenne de 429,84 euros, derrière les stations de Courchevel (520 euros) et Méribel (503 euros).
En 2015, deux établissements de la station — Le Signal et La Folie douce — ont reçu respectivement les prix Best Mountain Restaurant – Public Vote et Best Après Ski Bar – Public Vote, à l'occasion de la cérémonie des Worlds Snow Awards. Lors du palmarès de 2016, la table de L'Atelier d'Edmond  se trouve dans le palmarès du guide Michelin, avec deux étoiles, Les Barmes de l'Ours ont une étoile. En 2012, ils étaient trois restaurants distingués.
Le Refuge de Solaise est un hôtel de luxe, le « plus haut de France » ouvert en 2019 à 2 551 mètres d'altitude, dans l'ancienne arrivée du premier téléphrique de Val-d'Isère inauguré en 1942. Les Airelles Mademoiselle, portant un nom proche de l'établissement de Courchevel, est prévu.

## Culture locale et patrimoine

### Patrimoine religieux

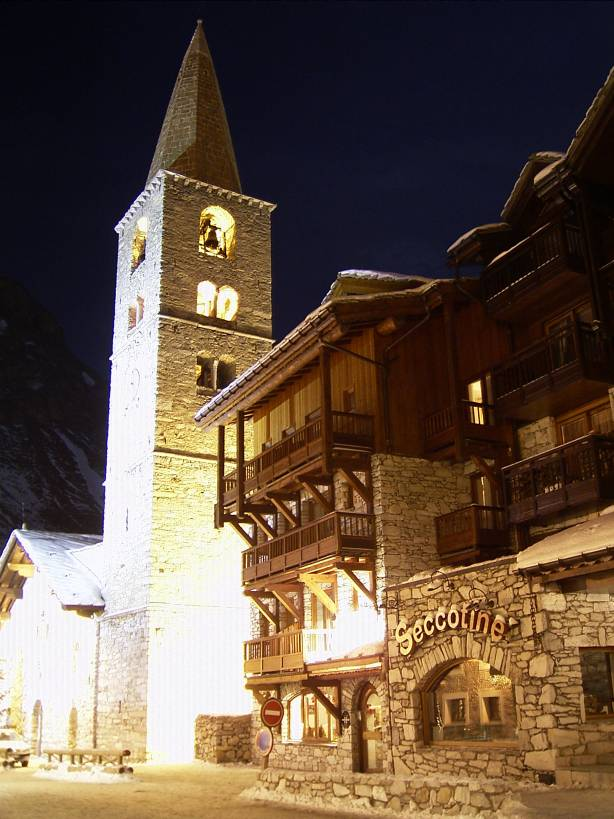
L'église de Val-d'Isère.

La vie des montagnards alpins est marquée par une profonde religiosité. Au XVIIe siècle, l'art sacré populaire adopte l'art baroque lancé par les papes mécènes. Les églises s'ornent de décors foisonnants. Pièce maîtresse de l'ensemble, le retable est de bois polychrome, doré à l'or fin, rehaussé de colonnes torses, de saints monumentaux, d'anges joufflus.
L'église baroque de Val-d'Isère (XVIIIe siècle) accueille Saint-Bernard-des-Alpes, patron des montagnards.
- Église baroque dédiée à saint Bernard de Menthon[57], chapelles du Fornet, du Laisinant, du Joseray, de la Daille et de Val-d'Isère.

### Patrimoine culturel
La cuisine locale est influencée par les produits issus du terroir. Sur les tables avalines, se dégustent diots, crozets, polente, plats à base de fromages de Savoie tels que le Beaufort ou la tomme de Savoie et plus rarement le farçon.

### Patrimoine environnemental
Derrière l'église se situe un jardinet abritant le monument aux morts.
Val-d'Isère se situe à proximité du Parc national de la Vanoise.

### Espaces verts et fleurissement
En 2014, la commune obtient le niveau « deux fleurs » au concours des villes et villages fleuris.

### Val d'Isère Mécénat
En 2016, sous l'impulsion du Maire de la commune, Val-d'Isère a créé le bureau Val d'Isère Mécénat. Cette entité a pour mission de récolter des fonds pour des projets en faveur de l'environnement et du patrimoine avalin. Ces projets, comme la restauration des Pyramides en pierres sèches du Vallon de l'Iseran et la protection de l'habitat du Tétras-lyre, ont pour but de valoriser, protéger et restaurer le patrimoine local et ainsi perpétuer l'identité montagnarde et l'héritage avalin.

### Personnalités liées à la commune
- Jacques Mouflier (1896-1973) chef d'entreprise, président-fondateur de la Commission d'équipement de la montagne ; l'un des fondateurs de la station[61],[62].
- Charles Diebold (1897-1987) promoteur du ski à Val-d'Isère, en 1932[63],[64].
- Fernand Bonnevie (1915-2013), moniteur de ski et jouant ce rôle dans le film Les Bronzés font du ski (1978), auteur de la célèbre réplique du « planté de bâton ».
- Jean-Claude Killy.
- Ingrid Jacquemod.
- Mathieu Bozzetto.
- Anémone Marmottan.
- les « sœurs Goitschel » : Marielle et Christine, skieuses.
- Henri Oreiller, skieur alpin, puis coureur automobile.
- Victor Muffat Jeandet.
- Clément Noël.
- Jisbar, de son vrai nom Jean-Baptiste Launay, artiste peintre.

#### Val-d'Isère dans la littérature
Val-d'Isère sert de décor au roman de Laurence Cossé, Nuit sur la neige (2018).

### Héraldique et logotype

#### Blason
| Blason de Val-d'Isère | Blason  | Écartelé 1 et 4 d'or à la croix de gueules, 2 et 3 d'or, à la bande de gueules, chargée de trois coquilles d'argent.             |
| Blason de Val-d'Isère | Détails | - Les armes de la commune reprennent le blasonnement de la famille des Duyn-Mareschal de la Val d'Isère, vicomtes de Tarentaise. |